# Rhipidolestes rubripes
Rhipidolestes rubripes là loài chuồn chuồn trong họ Megapodagrionidae. Loài này được Navás mô tả khoa học đầu tiên năm 1936.